# Heterusia amita
Heterusia amita är en fjärilsart som beskrevs av Paul Dognin 1909. Heterusia amita ingår i släktet Heterusia och familjen mätare. Inga underarter finns listade i Catalogue of Life.